# 포세이돈 (2013년 영화)
포세이돈(Poseidon Rex)은 미국에서 제작된 마크 L. 레스터 감독의 2013년 SF, 액션 영화이다. 브라이언 크로즈 등이 주연으로 출연하였고 안소니 팽크하우저 등이 제작에 참여하였다. 알려진 다른 제목은 포세이돈 렉스이다.

## 출연

### 주연
- 브라이언 크로즈
- 앤 맥다니엘스

### 조연
- 스티븐 헬캠프
- 캔디스 누네스
- 가렛 브러위드
- 벤자민 이스터데이
- 번 벨라스퀘즈
- 켈시 왓슨
- 안드레 아지바드
- 제니퍼 마샬
- 제시카 마티스

## 제작진
- 사운드슈퍼바이저: 스티븐 카힐
- 미술: 존 스킵 위버
- 시각효과: 스콧 휠러
- 분장: 카레이 허버트
- 의상: 제시카 마티스